# Miguel Hermoso Arnao
Miguel Hermoso Arnao (Madrid, 30 de noviembre de 1971) es un actor y músico español. 

## Trayectoria
Es hijo del director de cine Miguel Hermoso (1942) y de la directora de casting Elena Arnao (1945). Casado con la representante de actores Teresa Osuna
Diplomado en Interpretación por la R.E.S.A.D. (Real Escuela Superior de Arte Dramático), acudió a seminarios de teatro con Fermín Cabal y Alfonso Sastre y estudió también un año de dirección escénica en la R.E.S.A.D.
Tiene además estudios superiores de música: solfeo (5 años), guitarra (3 años), piano (2 años) en el Real Conservatorio Superior de Música de Madrid; armonía, composición y arreglos (2 años) en el Taller de Músicos de Madrid (jazz y música actual) y guitarra eléctrica (Rhythm and blues) con Jorge Cabadas, (1 año).

## Filmografía

### Cine

#### Largometrajes
- Hybris de David Rubira (2024)
- Caleta Palace (2023) de Jose Antonio Hergueta
- La final (2015), de Valerio Boserman.
- La isla (2015), de Ahmed Boulare.
- Ni pies ni cabeza (2011), de Antonio del Real.
- La vida en rojo (2008), de Andrés Linares.
- GAL (2006), de Michel Courtois.
- Matar al ángel (2003), de Daniel Múgica.
- El deseo de ser piel roja (2001), de Alfonso Ungría.
- Fugitivas (2000), de Miguel Hermoso.
- La fuente amarilla (1999), de Miguel Santesmases.
- El conductor (1997), de Jorge Carrasco.
- Más allá del jardín (1996), de Pedro Olea.

#### Cortometrajes
- Como cualquier otro (2021), de Sergi González.
- Intermedio (2019), de Bernabé Rico.
- Matilde mía (2018), de Luis Arribas.
- A prueba (2017).
- Plan de vuelo (2014).
- La gravedad (2014)
- Bogavante (2014).
- Un amor de película (2013).
- Cora beluga (2013).
- SOS (2013).
- ¡Vaya paquete! (2007).
- Los crímenes ejemplares de Max Aub (2005).
- Garbanzos (2000).
- Ignotus (1993).

#### Doblaje
- Las 13 rosas (2007).

### Televisión

#### Series
| Año                            | Título                              | Personaje                  | Cadena         | Episodios     |
| ------------------------------ | ----------------------------------- | -------------------------- | -------------- | ------------- |
| 1993                           | Los ladrones van a la oficina       |                            | Antena 3       | 1 episodio    |
| 1993                           | Truhanes                            | Casimiro Rodríguez         | Telecinco      | 1 episodio    |
| 1995                           | Canguros                            |                            | Antena 3       | 1 episodio    |
| 1996 - 1999                    | El súper                            | Miguel                     | Telecinco      |               |
| 1997                           | Turno de oficio: 10 años después    | Caín                       | La 1           | 1 episodio    |
| 2000                           | Raquel busca su sitio               | Marcos                     | La 1           | 20 episodios  |
| 2001                           | Un chupete para ella                | Daniel                     | Antena 3       | 1 episodio    |
| 2001                           | Esencia de poder                    | Mario                      | Telecinco      | 1 episodio    |
| 2002                           | Policías, en el corazón de la calle | Diego                      | Antena 3       | 2 episodios   |
| 2003                           | El comisario                        | Braulio                    | Telecinco      | 1 episodio    |
| 2003                           | Aquí no hay quien viva              | Chema                      | Antena 3       | 1 episodio    |
| 2004 - 2006; 2015; 2017 - 2022 | Cuéntame cómo pasó                  | Chema                      | La 1           | 50 episodios  |
| 2006 - 2009                    | Yo soy Bea                          | Diego de la Vega           | Telecinco      | 510 episodios |
| 2011 - 2012                    | Bandolera                           | Conrado Mendoza            | Antena 3       | 12 episodios  |
| 2012 - 2013                    | Arrayán                             | Román                      | Canal Sur      | 45 episodios  |
| 2015                           | Las aventuras del Capitán Alatriste | Francisco de Quevedo       | Telecinco      | 13 episodios  |
| 2016                           | El Ministerio del Tiempo            | J. Edgar Hoover            | La 1           | 1 episodio    |
| 2017 - 2018                    | Servir y proteger                   | Martín Díez Prieto         | La 1           | 196 episodios |
| 2018                           | Apaches                             | Tito                       | Antena 3       | 2 episodios   |
| 2018 -2019                     | Amar es para siempre                | Domingo Calleja            | Antena 3       | 250 episodios |
| 2019                           | Los nuestros 2                      |                            | Telecinco      | 1 episodio    |
| 2019                           | Hospital Valle Norte                | Miguel                     | La 1           | 1 episodio    |
| 2019                           | Gigantes                            | Peña                       | Movistar Plus+ | 5 episodios   |
| 2022                           | La novia gitana                     | Masegosa                   | Atresplayer    | 4 episodios   |
| 2024 - 2025                    | La Moderna                          | Emiliano Pedraza Santuario | La 1           | 130 episodios |

#### Telefilmes
- La memoria del agua (2012).
- Meucci (2005).
- Ausias March (2003).
- Año cero (2001).
- María, madre de Jesús (2000).
- El secreto de la porcelana (1999).
- Don Juan (1997).
- Lucrecia (1996).

### Teatro

#### Obras
- Las guerras de nuestros antepasados (2022,2024- actualmente en gira)
- Republica de Roma festival internacional de Mérida 2023. y gira
- La coartada (2021).
- La culpa (2018-2019).
- Aquiles, el hombre (Festival Internacional de Mérida).
- El padre de Florian Zeller, José Carlos Plaza.
- El hijoputa del sombrero (2013) de Stephen Adly Guirgis.
- La familia de Pascual Duarte (2012).
- La avería (2012).
- ¡A saco! (2010).
- Electra (2010).
- Amor platoúnico (2009).
- Fiel (2008).
- El gran regreso (2006).
- Ojos bonitos, cuadros feos (2005).
- Excusas (2004).
- La prueba (2002).
- El huésped se divierte (2001).
- Shopping and Fucking (1999).
- La vida es sueño (1998).
- Peter Pan (1997).
- Destino Broadway (1996).
- Terror y miseria del Tercer Reich (1995).
- Suburbania (1993).

#### Micro
- El maestro y el alumno deprimido (2014).
- Necrofilia fina (2013).
- Romance bizarro (2013).
- Sexageración (2012).

#### Dramaturgia (Traducción y adaptación)
- Unas fotos explícitas (en producción, 2014).
- El hijoputa del sombrero (2013).
- Los reyes de la risa (2013).
- ¡A saco! (2010).

### Música
- Desorientados (2004).
- La mar salada (2003).
- Miedo wscénico (2002).
- Los del Yopo (grupo de funk-metal, 1995-1997).
- Peter Pan (1996).
- Marat-Sade (1995).
- Bañada por la luna (1994).
- Suburbania (1993).

## Premios
- Premio de Honor en el festival Internacional AVILACINE 2022
- Premio de la Unión de Actores y Actrices al Mejor Actor Secundario de Teatro 2002 por La prueba.
- Premio al Mejor Actor, en el Festival de Cine de Benagalbón (Málaga) 2016.